# Saint-Denis-sur-Coise
Saint-Denis-sur-Coise är en kommun i departementet Loire i regionen Auvergne-Rhône-Alpes i centrala Frankrike. Kommunen ligger i kantonen Chazelles-sur-Lyon som tillhör arrondissementet Montbrison. År 2022 hade Saint-Denis-sur-Coise 684 invånare.

## Befolkningsutveckling
Antalet invånare i kommunen Saint-Denis-sur-Coise
| Referens: INSEE |